# هارولد فيشر
هارولد فيشر هو محامي وسياسي كندي، ولد في 1 نوفمبر 1877، وتوفي في 1928 بسبب ذات الرئة. حزبياً، نشط في الحزب الليبرالي في أونتاريو ‏. انتخب عمدة أوتاوا ‏ (1917 – 1920) وانتخب عضو برلمان مقاطعة أونتاريو.